# Iván Ricardo Ramírez
Iván Ricardo Ramírez (Grand Bourg, Argentina; 23 de febrero de 1990) es un futbolista argentino. Juega de centrocampista y su equipo actual es el Quilmes Atlético Club  de la Primera Nacional.

## Trayectoria
Ramírez comenzó su carrera en el Fénix en 2012. Tras ganar el ascenso a la Primera B Metropolitana debutó como profesional el 12 de agosto de 2013 ante Temperley.
El 11 de julio de 2018, luego del descendo de Flandria, Ramírez fue cedido al Almagro de la Primera B Nacional.
En julio de 2020, el jugador dio el salto a primera y fichó con el Central Córdoba (SdE). Debutó en la primera división el 10 de noviembre ante Defensa y Justicia.
En la temporada 2022, se incorporó al Club Atlético Belgrano de la Primera B. En el club ganó el ascenso a la primera categoría en su primer año.

## Estadísticas
Actualizado al último partido disputado el 16 de agosto de 2025.
| Club                            | Div.          | Temporada     | Liga  | Liga  | Copas nacionales | Copas nacionales | Copas internacionales | Copas internacionales | Total | Total |
| Club                            | Div.          | Temporada     | Part. | Goles | Part.            | Goles            | Part.                 | Goles                 | Part. | Goles |
| ------------------------------- | ------------- | ------------- | ----- | ----- | ---------------- | ---------------- | --------------------- | --------------------- | ----- | ----- |
| Fénix Argentina                 | 4.ª           | 2012-13       | 28    | 1     | —                | —                | —                     | —                     | 28    | 1     |
| Fénix Argentina                 | 3.ª           | 2013-14       | 19    | 0     | —                | —                | —                     | —                     | 19    | 0     |
| Fénix Argentina                 | Total club    | Total club    | 47    | 1     | 0                | 0                | 0                     | 0                     | 47    | 1     |
| Deportivo Español Argentina     | 3.ª           | 2014          | 18    | 0     | —                | —                | —                     | —                     | 18    | 0     |
| Deportivo Español Argentina     | 3.ª           | 2015          | 31    | 0     | 3                | 0                | —                     | —                     | 34    | 0     |
| Deportivo Español Argentina     | Total club    | Total club    | 49    | 0     | 3                | 0                | 0                     | 0                     | 52    | 0     |
| San Miguel Argentina            | 4.ª           | 2016-17       | 49    | 0     | —                | —                | —                     | —                     | 49    | 0     |
| San Miguel Argentina            | Total club    | Total club    | 49    | 0     | 0                | 0                | 0                     | 0                     | 49    | 0     |
| Flandria Argentina              | 2.ª           | 2017-18       | 21    | 1     | 0                | 0                | —                     | —                     | 21    | 1     |
| Flandria Argentina              | 3.ª           | 2018-19       | 0     | 0     | 0                | 0                | —                     | —                     | 0     | 0     |
| Flandria Argentina              | Total club    | Total club    | 21    | 1     | 0                | 0                | 0                     | 0                     | 21    | 1     |
| Almagro Argentina               | 2.ª           | 2018-19       | 25    | 0     | 4                | 0                | —                     | —                     | 29    | 0     |
| Almagro Argentina               | Total club    | Total club    | 25    | 0     | 4                | 0                | 0                     | 0                     | 29    | 0     |
| Gimnasia Mendoza Argentina      | 2.ª           | 2019-20       | 19    | 0     | 1                | 0                | —                     | —                     | 20    | 0     |
| Gimnasia Mendoza Argentina      | 2.ª           | 2021          | 30    | 0     | 0                | 0                | —                     | —                     | 30    | 0     |
| Gimnasia Mendoza Argentina      | Total club    | Total club    | 49    | 0     | 1                | 0                | 0                     | 0                     | 50    | 0     |
| Central Córdoba (SdE) Argentina | 1.ª           | 2020-21       | 5     | 0     | 0                | 0                | —                     | —                     | 5     | 0     |
| Central Córdoba (SdE) Argentina | Total club    | Total club    | 5     | 0     | 0                | 0                | 0                     | 0                     | 5     | 0     |
| Belgrano Argentina              | 2.ª           | 2022          | 11    | 0     | 3                | 0                | —                     | —                     | 14    | 0     |
| Belgrano Argentina              | 1.ª           | 2023          | 7     | 0     | 1                | 0                | —                     | —                     | 8     | 0     |
| Belgrano Argentina              | Total club    | Total club    | 18    | 0     | 4                | 0                | 0                     | 0                     | 22    | 0     |
| Quilmes Argentina               | 2.ª           | 2023          | 18    | 1     | —                | —                | —                     | —                     | 18    | 1     |
| Quilmes Argentina               | 2.ª           | 2024          | 36    | 0     | 1                | 0                | —                     | —                     | 37    | 0     |
| Quilmes Argentina               | 2.ª           | 2025          | 25    | 0     | 2                | 0                | —                     | —                     | 27    | 0     |
| Quilmes Argentina               | Total club    | Total club    | 79    | 1     | 3                | 0                | 0                     | 0                     | 82    | 1     |
| Total carrera                   | Total carrera | Total carrera | 342   | 3     | 15               | 0                | 0                     | 0                     | 357   | 3     |

## Palmarés

### Títulos nacionales
| Título             | Club     | País      | Año  |
| ------------------ | -------- | --------- | ---- |
| Primera B Nacional | Belgrano | Argentina | 2022 |